# Władysław Szlengel

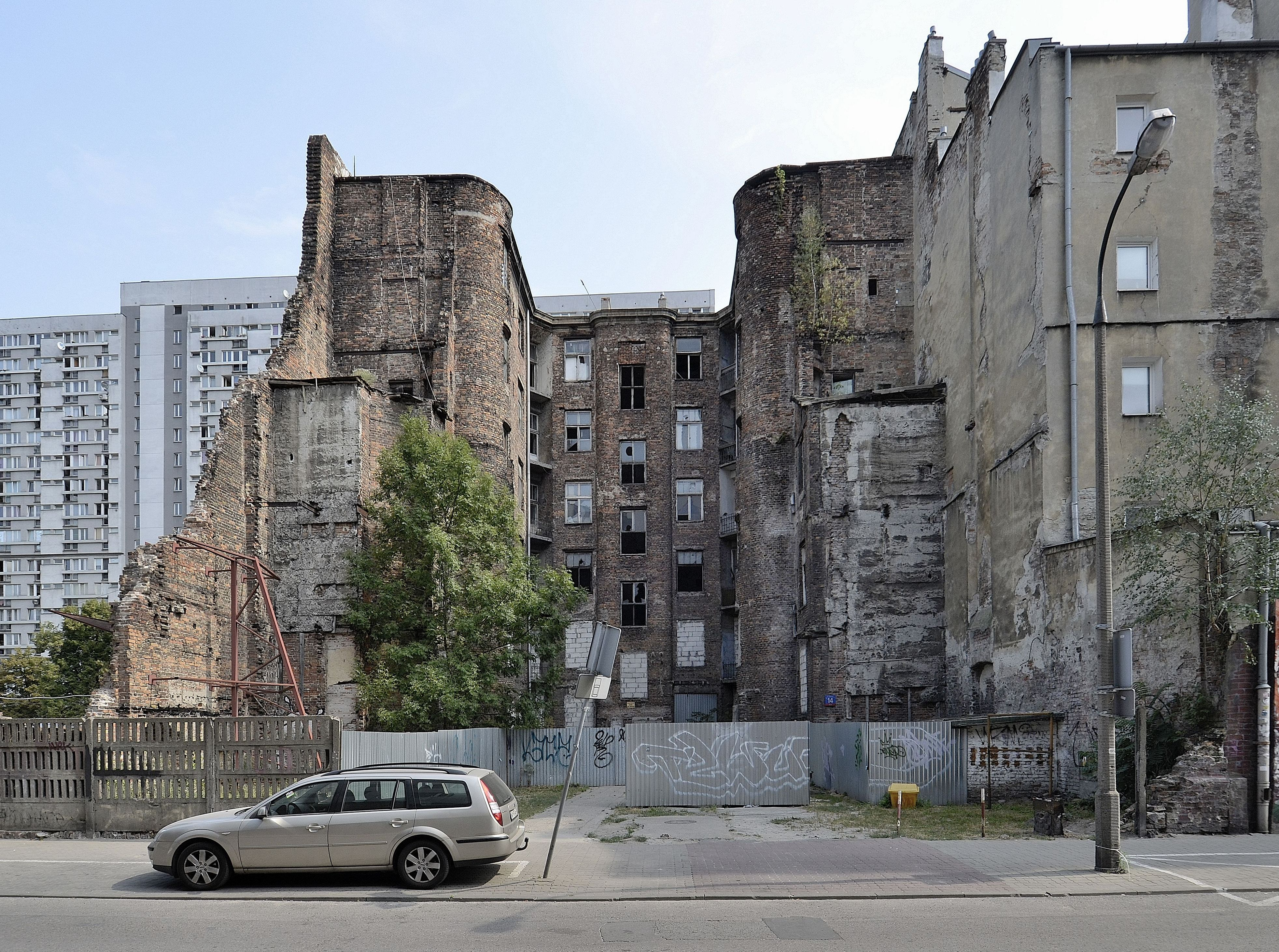
Kamienica przy ul. Waliców 14 w Warszawie, w której do sierpnia 1942 mieszkał Władysław Szlengel

Władysław Szlengel (ur. 1912 lub w 1914 w Warszawie, zm. 8 maja 1943 tamże) – polski poeta pochodzenia żydowskiego, autor tekstów kabaretowych i piosenek, dziennikarz, aktor estradowy. W latach 1940–1943 przebywał w getcie warszawskim, gdzie kontynuował działalność pisarską i artystyczną. Za sprawą wierszy pisanych w owym czasie zwany jest poetą getta.
W źródłach jego nazwisko pojawia się w różnych wariantach, także jako: Schlengel, Szchlengel, Szlengiel, Szlengl lub Sztengel.

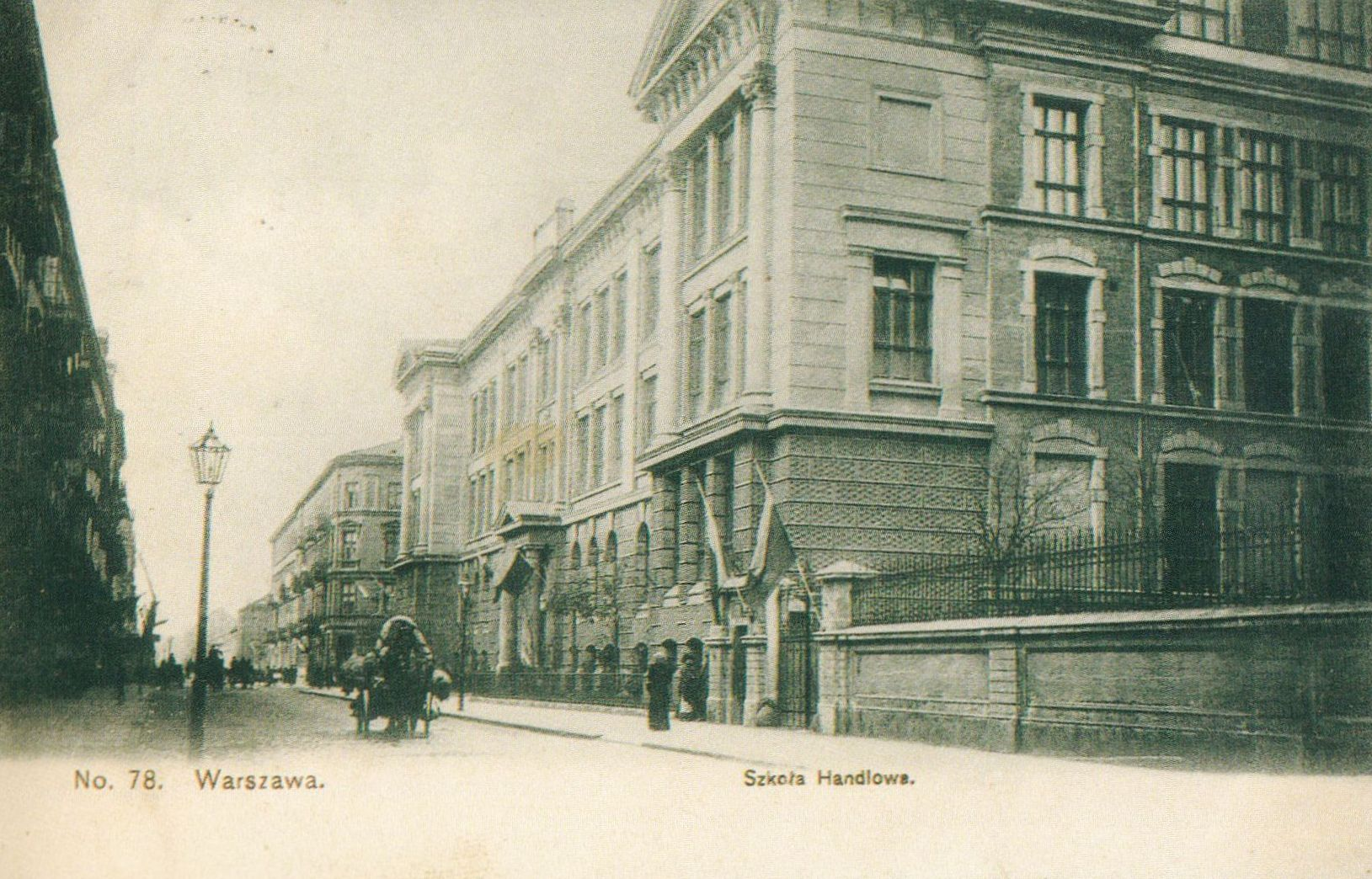
Gmach Szkoły Handlowej Zgromadzenia Kupców m. Warszawyul. Prostej

## Młodość
Urodził się w 1912 (według innych źródeł w 1914) w Warszawie w rodzinie żydowskiej. Ojciec, Maurycy Szlengel, był artystą malarzem i scenografem, zmarł 7 grudnia 1934 w wieku 50 lat.
Matka, Mala z domu Wermus, zmarła 30 lipca 1936. Maurycy i Mala Szlenglowie spoczęli na cmentarzu żydowskim przy ulicy Okopowej w Warszawie. Z nekrologów rodziców Szlengla wynika, że miał brata lub braci.
Władysław Szlengel mieszkał w kamienicy nr 14 przy ulicy Waliców (hipoteka 6788, w 1930 dom należał do Zygmunta Mintza). Pod tym adresem w warszawskiej książce telefonicznej na rok 1930 widnieje Maurycy Szlengel (artysta). Ojciec Władysława wymieniony jest także w książce na lata 1938/1939, mimo że już wtedy nie żył. Szlengel w 1930 ukończył trzyklasową warszawską Szkołę Handlową Zgromadzenia Kupców (szkołę tę ukończył także Ludwik Sempoliński, który w przyszłości będzie grał teksty Szlengla, oraz historyk Marian Fuks, który będzie pisał o Szlenglu w swoich pracach naukowych). Miał żonę, której imię pozostaje nieznane.

## Twórczość do 1939 roku
31 sierpnia 1930 w „Naszym Przeglądzie” opublikował wiersz Cjankali (daw. nazwa cyjanku potasu), dotyczący wystawianego wtedy przez Leona Schillera dramatu Cjankali napisanego przez Friedricha Wolfa, poruszającego sprawę legalizacji aborcji.
Po debiucie posyłał swoje wiersze do prasy. W listopadzie 1931 ukazała się w tygodniku ilustrowanym „Kino” notatka: P. Władysław Szlengiel, Wiersz dobry, ale nie aktualny, więc nie skorzystamy. W lipcu 1934 dziennik „5-ta Rano” jako jedną „Z teki prac czytelników” wydrukował jego satyrę Żądam pomnika dla Johna Dillingera, wiersz nawiązujący do najświeższych doniesień na temat śmierci i pogrzebu słynnego gangstera. Pojedyncze wiersze ukazały się także w „Kinie” i związane były tematycznie z profilem tygodnika, m.in. Manifest widzów z przedmieścia (listopad 1934). Po opublikowaniu wiersza Gwiazdka małej gwiazdki (grudzień 1934) przyszedł do redakcji list, który „Kino” zamieściło na swoich łamach pt. Uznanie dla młodego poety: Przesyłam w znaczkach pocztowych groszy 50 na cel dobroczynny, aby uczcić pana Władysława Szlengiela za piękny wiersz o małej Shirley w numerze gwiazdkowym.
W 1936 Szlengel wystąpił do sądu przeciwko pracownikowi polskiego radia Henrykowi Bielickiemu, oskarżając go o plagiat. Szlengel złożył na rzecz Bielickiego scenariusz słuchowiska Ludzie na dnie w październiku 1934 roku, słuchowisko to 7 marca 1936 roku pojawiło się na falach eteru pod tytułem Trzy mile od brzegu w programie Wesoła Syrena. Autorem miała być osoba ukryta pod kryptonimem Henbiel. Pełnomocnikiem Szlengla w tej sprawie był Jan Brzechwa. Prasa informowała o rozpoczęciu procesu 3 czerwca 1936 i o jego zakończeniu 28 września 1936. Opisywała też szczegóły zdarzenia, wedle których Bielicki próbował uniemożliwić Szlenglowi wysłuchanie audycji: najpierw bezskutecznie zapraszając go o tej porze do siebie, a potem odwiedzając go w dniu emisji w domu i uszkadzając radioodbiornik. Sprawa toczyła się w warszawskim Sądzie Okręgowym w pierwszej instancji. 25 września 1936 roku Bielicki został skazany na 3 miesiące aresztu w zawieszeniu. Od wyroku złożono odwołanie. Sprawa znalazła się na wokandzie Sądu Apelacyjnego. W apelacji adwokat drugiej strony podnosił kwestię żydowskiego pochodzenia świadków oskarżenia, domagając się, by nie dawać wiary ich zeznaniom. 5 stycznia 1937 roku sąd apelacyjny potwierdził wyrok pierwszej instancji.
W 1937 Szlengel podpisał apel ponad 300 polskich pisarzy do Ministra Oświecenia Publicznego o zarządzenie rewizji reformy ortograficznej z 1936. Posiedzenie protestacyjne przeciw nowej pisowni odbyło się w Towarzystwie Literatów i Dziennikarzy w Warszawie 18 listopada 1937. Chodziło o rewizję prac Komisji Ortograficznej z lat 1935–1936.
W 1938 należał do Stowarzyszenia Autorów ZAiKS.
- Tango B. Mucmana do słów Wł. Szlengela, 1936

### Nagrania płytowe (1935–1939)
Szlengel był autorem przynajmniej 70 piosenek (w tym około 40 tang), które w latach 1935–1939 były nagrywane na płytach Syrena-Electro i Odeon. Śpiewali je tacy popularni piosenkarze z okresu lat 30. jak: Adam Aston, Janusz Popławski, Tadeusz Faliszewski, Albert Harris, Mieczysław Fogg, Stefan Witas czy Wiera Gran.
Wśród tekstów jego autorstwa istotną część stanowiły polskie wersje przebojów zagranicznych i piosenek z filmów: Judeł gra na skrzypcach (Jidł mit'n fidł, 1936), Noc w operze (A Night at the Opera, 1935), Panna Lili (Fräulein Lilli, 1936), Król kobiet (The Great Ziegfeld, 1936), Tango Notturno (1937), Vivere (włoski film z 1936).
Opiewał też koloryt kulturowy Warszawy. Pisał teksty stylizowane na miejski folklor, przeboje andrusowskie (łobuzerskie, cwaniackie) – pastisze na tyle przekonujące, że faktycznie stały się częścią folkloru, z którym identyfikowały się pokolenia mieszkańców stolicy. Niektóre piosenki  (Panna Andzia ma wychodne, Jadziem, panie Zielonka) weszły na stałe do klasyki piosenki warszawskiej . W piosenkach tworzył pełne ciepła i serdeczności obrazki poetyckie.
Od początku pisania dla branży fonograficznej współpracował z kompozytorem Bolesławem Mucmanem, urodzonym także na Walicowie. Kilka tekstów napisał do muzyki Ryszarda Sielickiego, z którym się przyjaźnił, a który związany był wówczas z wytwórnią płytową Odeon. Przez pierwsze lata teksty tworzył najczęściej w spółce autorskiej z Józefem Lipskim.
W 2015 jako dodatek do „Gazety Wyborczej” (19–20 maja) ukazały się płyty CD z 20 przedwojennymi nagraniami tang z tekstami Władysława Szlengla: Tanga sentymentalne i Tanga andrusowskie.

### Kabaret i teatry rewiowe (1932–1939)
Pisał teksty dla kabaretów i teatrów rewiowych. Zaczynał od współpracy z teatrzykami zlokalizowanymi na Woli. W lutym 1932 czasopismo „Trubadur Warszawy” donosiło, że kino-teatr Italia (ul. Wolska 32) wystawia nową rewietkę Nasze bobaski pióra A. Lechowicza i Wł. Szlengla, w marcu wystawiano tam Warszawa na lodzie, a my na wodzie z tekstem Z. Drabika, A. Lachowicza i Wł. Szlengla, w kwietniu 1932 prezentowano rewietkę świąteczną Tylko dla żonatych pióra Mariana Marsa, A. Lachowicza i Wł. Szlengla. Dla teatrzyku 13 rzędów stworzył teksty Sierotka oraz Buick i Skoda. Współpracował również z kabaretem Cyrulik Warszawski. Pisał do programu inaugurującego nowy sezon we wrześniu 1938, który otwarty został parodią pisma ilustrowanego, typu wydawnictw sensacyjnych. Zofia Terné wykonywała tam nastrojową piosenkę Szlengla o jesieni. Był autorem tekstów do rewii Szukamy Gwiazdy, wystawianej w styczniu 1939 w teatrze Wielka Rewia. Dla powstałego w 1939 roku kabaretu Ali Baba napisał wraz z Wittlinem piosenkę Ostatni posłaniec, do której legendarną rolę stworzył Ludwik Sempoliński. Dla Ali Baby pisał też teksty do rewii Orzeł czy Rzeszka, którą wystawiono w maju 1939 z Mirą Zimińską i Kazimierzem Krukowskim. W teatrze Małe Qui Pro Quo był współautorem programów Strachy na lachy oraz Nic nie wiadomo. W sierpniu 1939 był jednym z autorów przedstawienia inauguracyjnego pt. Kto kogo w nowo powstałym teatrzyku kabaretowym Tip-Top. Jako jedna z najlepszych piosenek politycznych w tym programie wymieniana była Ballada o King Hallu, pióra Szlengla w wykonaniu Marii Chmurkowskiej. Wiersz pt. Wielka sensacja interpretowała Ordonka. Recenzent „Naszego Przeglądu” oceniał, że spośród licznego grona dostawców tekstów do rewii Szlengel wybijał się na plan pierwszy i osiągnął wyżyny kunsztu poezji kabaretowej w wierszu pt. Wielka sensacja. Publiczność uczestniczyła też w groźnej zabawie w wojnę, zaproponowanej przez Szlengla, a prowadzonej z ożywieniem przez Bodo.

### Problematyka społeczna (1930–1939)
W latach 1930–1939 pisał wiersze dla „Naszego Przeglądu”, dla satyrycznego czasopisma „Szpilki” oraz dla czasopism „Robotnik”, „Sygnały”, „Chochoł”. Utwory te, zwłaszcza późniejsze, poruszały tematykę sytuacji Żydów w Polsce. Podejmował w nich problem żydowskiej tożsamości, dotykał newralgicznych punktów relacji polsko-żydowskich, mierzył się z antysemityzmem, reagował na bieżące doniesienia z areny międzynarodowej.

### Dziennikarstwo
W 1937 w artykule Niedokończony wywiad z Karolem Szymanowskim w tygodniku ilustrowanym „Kino” Szlengel pisał, że w 1934 roku otrzymał od redakcji „Kina” dyspozycję przeprowadzenia szeregu wywiadów z przedstawicielami muzyki poważnej i odzwierciedlenia w przeprowadzonych rozmowach stosunku kompozytorów muzyki poważnej do kina.

## Twórczość w okresie 1940–1943

### Białystok i Lwów
Po wybuchu II wojny światowej uczestniczył w obronie Warszawy. Następnie przedostał się z żoną do Białegostoku, gdzie pracował w Białostockim Teatrze Miniatur, który powstał w grudniu 1939. Kierownictwo artystyczne objął Kazimierz Krukowski, literackie Zbigniew Mitzner (Jan Szeląg), a muzyczne Leon Boruński. Siedzibą teatru był Dom Ludowy im. Marszałka J. Piłsudskiego (obecnie Teatr Dramatyczny im. Aleksandra Węgierki). Z tego okresu pochodzi piosenka pt. List, zapisana i odtworzona z pamięci przez Włodzimierza Boruńskiego. Na początku 1940 zespół odbył tournée po miastach Białorusi Zachodniej: Grodnie, Lidzie, Baranowiczach, Nowogródku, Brześciu i Wołkowysku. Po tych występach rozpadł się, gdyż część członków zespołu postanowiła opuścić teren okupacji sowieckiej. Szlengel przeniósł się z Białegostoku do Lwowa, gdzie przebywał do około czerwca 1941 roku. Występował tam w Lwowskim Teatrze Miniatur. Pod koniec maja 1941 roku zamieszkał wraz z żoną w mieszkaniu kompozytora Alfreda Schütza i po wybuchu wojny sowiecko-niemieckiej (22 czerwca 1941) przeniósł się do Warszawy. Z Alfredem Schützem napisał melorecytację dramatyczną Stacja Marinka oraz paso doble pt. Dziewczyna z owocami.

### Kawiarnia Sztuka
W 1941 wrócił do Warszawy do kamienicy przy ulicy Waliców i znalazł się w warszawskim getcie. Brał aktywny udział w działalności kawiarni Sztuka, gdzie występował razem z Wacławem Teitelbaumem (mecenas Wacuś), Wierą Gran, Polą Braun, Dianą Blumenfeld, Marysią Ajzensztadt, Andrzejem Włastem i pianistami Janiną Pruszycką, Adolfem Goldfederem i Władysławem Szpilmanem. Wiera Gran wykonywała tam Jej pierwszy bal, utwór skomponowany przez Władysława Szpilmana ze słowami Szlengla na motywach walca To dawny mój znajomy z opery Ludomira Różyckiego Casanova, inspirowany francuskim filmem, z którego przejął tytuł (Un carnet de balKarnet balowy, 1937, wyświetlany w Polsce pt. Jej pierwszy bal). Był to największy przebój kabaretowy lokalu, trwał piętnaście minut i najsilniej wzruszał publiczność w końcowym fragmencie, w którym motywy walca Różyckiego przechodziły w kompozycję Chopina. Twórcy Balu zdawali sobie sprawę z możliwych konsekwencji nielegalnego grania w getcie muzyki Chopina, a jednak ważyli się na złamanie tego zakazu. Szlengel stworzył na scenie postać Majera Mlińczyka, żydowskiego kupca posługującego się szmoncesową polszczyzną. Z 15 felietonów zachował się tekst Pamiętają o mnie, Piosenka Majera Mlińczyka. Szlengel był w tym czasie tęgawy, niski, wchodził na estradę w amerykańskich okularach, opowiadał o dziejach Majera Mlińczyka, gettowego Żyda, wzbudzał swoimi występami salwy śmiechu. Szlengel występował też z dialogami z Józefem Lipskim, z którym przed wojną napisał bardzo wiele tekstów piosenek.
Brał udział w przedstawieniach dla dzieci w Domu Sierot prowadzonym przez Janusza Korczaka. Jego tekst Kartka z dziennika akcji był pierwszym literackim opisem wymarszu dzieci z Domu Sierot na Umschlagplatz.

### Żywy Dziennik
W kuplecie Szlengla Résumé, czyli krakowiaki makabryczne, śpiewanym w finale występów w kawiarni Sztuka wspomniany jest Żywy Dziennik, który był atrakcją programów: fraszki, wierszyki, kalambury, parodie, zebrane w jeden blok aktualności zamieniały się w kronikę getta. Szlengel był jednym z inicjatorów tego cyklicznego widowiska, które nawiązywało do formy i treści gazety codziennej. Pisał teksty, był jednym z występujących aktorów i prowadził konferansjerkę. Na program Żywego Dziennika składały się artystycznie przetworzone gatunki znane z działów i szpalt prasowych: artykuły, wywiady, komunikaty, reportaże, sprawozdania itp. W żartobliwej kabaretowej formie, z ciętym humorem komentowały one bieżące wydarzenia, którymi żyło getto. Pierwszy występ zespołu odbył się w marcu 1942. Recenzent „Gazety Żydowskiej” entuzjastycznie wypowiadał się na temat poziomu tekstów i wykonań Żywego Dziennika. Inne materiały o Żywym Dzienniku opublikowane są w tekstach wspomnieniowych.

### Wiersze z getta warszawskiego
Był autorem wierszy dokumentujących Zagładę narodu żydowskiego w getcie warszawskim. Emanuel Ringelblum wspomina, że utwory Szlengla, pisane po polsku, były bardzo popularne w getcie, wyrażały bowiem nastroje i myśli ludzi. Recytowano je na różnych wieczorach literackich i rozrywkowych, krążyły przekazywane z rąk do rąk w odpisach maszynowych lub hektografowanych. Wzruszały do łez, gdyż były na czasie, mówiły o sprawach, którymi żyło i pasjonowało się getto. Sam Szlengel pisał o nich, że były pisane dla ludzi, pełnych wiary w przetrwanie, w koniec, w jutro, w zemstę, w radość i budowanie.
Przypuszczalnie należał do grona współpracowników Oneg Szabat. Przydzielony został do pracy w tzw. szopie szczotkarzy i zaczął mieszkać na ulicy Świętojerskiej 34. Kontynuował sam pisanie Żywego Dziennika i wygłaszał go na spotkaniach literackich. Tworzył dialogi dwóch szczotkarzy Kimpeta i Urinensafta. Planował napisać powieść o teatrze polskim, pracował nad sztuką Pomnik Judasza oraz nad Encyklopedią Getta Warszawskiego. Nie zachował się jednak żaden z tych tekstów.
Swoje wiersze wydawał konspiracyjnie w zbiorkach kolportowanych w formie maszynopisów: Wołanie w nocy, Donos poetycki, Zahlen bitte, Wiersze z dni ostatnich. Z myślą o przyszłym odbiorcy przygotował w styczniu 1943 ostateczny zbiór własnych wierszy pisanych w getcie, któremu nadał tytuł Co czytałem umarłym. Poprzedził go słowem skierowanym Do polskiego czytelnika, w którym m.in. wyrażał nadzieję, iż tom ten stanie się kiedyś publicznie dostępny i że weźmie go do ręki Polak-demokrata, dla którego męka narodu, który dzielił z nim lata dobre i złe, nie będzie obojętna. W przedmowie pisał też o swojej wielkiej miłości do Warszawy – głębokiej, beznadziejnej i jednostronnej, jak sam ją określał.
W prozatorskim tekście Co czytałem umarłym – wyjaśniającym sens tytułu, jaki nadał zbiorowi – opisał akcję selekcyjną, którą przeprowadzono w szopie szczotkarzy 18 stycznia 1943.

### WierszRzeczy
W styczniu 1943 rozpoczęto wydawanie czasopisma literackiego „Kultura Jutra” pod redakcją Jerzego Brauna. Już w pierwszym numerze ogłoszono konkurs na utwór o Warszawie. Termin nadsyłania wierszy odkładano i ostatecznie wyznaczono na Wielkanoc (25 kwietnia) 1943. Na konkurs dostarczono m.in. przemycony z getta wiersz Rzeczy, którego autor nie był znany redakcji. Rzuciła go na ulicę młoda Żydówka prowadzona w konwoju między kwartałami płonącego już wtedy getta. Po zakończeniu wojny okazało się, że wiersz ten napisał Władysław Szlengel. Utwory nagrodzone (m.in. Jerzego Zagórskiego i Tadeusza Gajcego) oraz wiersz Rzeczy wydrukowane zostały w „Kulturze Jutra” nr 6/7 (czerwiec–lipiec 1943). W tym czasie Szlengel już nie żył.
Wiersz ten został nagrany ze współczesną muzyką.

## Śmierć
W czasie powstania w getcie ukrywał się w schronie Szymona Kaca przy ulicy Świętojerskiej 36. Po wykryciu schronienia przez Niemców został wraz z żoną rozstrzelany 8 maja 1943.

## Odbiór utworów Szlengla
Piosenki Szlengla były przed wojną popularne i nadawane w radiu, chociaż bywał on też obiektem napaści. Na przykład w jednym z artykułów komentujących piosenki tego okresu (m.in. Szlengla) można wyczytać, że: Autorami tych „arcydzieł” są sami Żydzi, którzy nadają sobie imiona słowiańskie ... Nie chce się wprost wyliczać – taka masa tego świństwa. Wszystko na jedną modłę, owrzodziałe, sławiące wszystko, cokolwiek jest godne kryminału. Biedny język polski kaleczy się i zarzyna w tych „szlagierach”. W gazecie „ABC” pisano: Twórca szmoncesowatych piosenek Władysław (sic!) Szlengel .. ogłosił w „Naszym Przeglądzie” wiersz pełen radości ze zwycięstwa Murzyna nad Niemcem, sprowadzając mecz bokserski do zagadnienia rasizmu.
Po wojnie długo był w Polsce „poetą nieznanym”, chociaż jego tanga andrusowskie i piosenki cieszyły się popularnością i były śpiewane. Mimo to kursował w obiegu literaturoznawczym i wydawano systematycznie, chociaż rzadko, jego wiersze i teksty. W ostatnich dwóch dekadach teksty z Getta są tłumaczone na wiele języków, a tragizm jego wojennej historii jest omawiany w kontekście zarówno Zagłady narodu żydowskiego, jak i w kontekście tragedii jednostki. Portret Szlengla wyłania się też z innych opracowań. Henryk Grynberg odtworzył kabaret gettowej kawiarni Sztuka w dramacie Kabaret po tamtej stronie i przytacza tam wiele wierszy Szlengla.

## Dzieła Władysława Szlengla
Najobszerniejszy zbiór utworów Władysława Szlengla (egzemplarz maszynopisu dedykowany przez autora 08.10.1942) zachował i przedstawił żydowskiej Komisji Historycznej Julian Kudasiewicz, który był oficjalnie dyrektorem warsztatu szczotkarskiego, w którym pracował Szlengel (był to oddział fabryki Heeres-Unterkunftsverwaltung, która realizowała zamówienia szczotek dla Wehrmachtu w ponad stu warsztatach; w szopie szczotkarzy, poza pracą dla okupanta, prowadzono konspiracyjną produkcję materiałów wybuchowych, szop wspierał również finansowo działalność Archiwum Ringelbluma). Dzięki temu można było skontrolować teksty przechowane gdzie indziej, poza tym zapoznać się z kilkoma utworami Szlengla, których nie miała Komisja. Najpóźniejszym zachowanym zbiorem autorskim jest zespół tekstów Wiersze z dni ostatnich z odręczną dedykacją Szlengla z 11.02.1943.  Ringelblum w swoim dzienniku opisuje kilka prac Szlengla z okresu 1940–1943: Rzeczy, rzeczy, Pożegnanie trzech czapek, Obrachunek z Bogiem, Mała stacja Treblinki, Sąd nad Lejkinem, Paszporty, Golem, Synowie Jakuba. W 1947 opublikowano część tych wierszy w opracowaniu Michała Borwicza. Istotną publikacją uwzględniającą materiały z lat 1940–1943 jest książka Ireny Maciejewskiej. W 1985, dzięki artykułom Haliny Birenbaum, odnalazł się w Izraelu zaginiony wiersz Szlengla Obrachunek z Bogiem – przechowany przez Izydora Szulmana, który otrzymał jego odpis zaraz po wojnie, nie znając jego autora. Magdalena Stańczuk w 2013 uwzględniła także wybrane wiersze Szlengla z czasopism „Nasz Przegląd”, „Szpilki”, „Robotnik” i „Sygnały” oraz pięć tekstów piosenek i tekstów kabaretowych z okresu przed końcem 1939.
Piotr J. Flatau i Katarzyna Zimek opublikowali i opracowali dodatkowe odnalezione wiersze i publikacje Szlengla.
Do tekstów wierszy z getta, przetłumaczonych przez Halinę Birenbaum na język hebrajski, izraelski zespół El HaMeshorer(Poeta) stworzył aranżację rockową. Nagrano płytę pod tytułem „Two Gentlemen in the Snow” („Dwaj panowie w śniegu”). Zespół zagrał w Warszawie koncert w październiku 2017
roku.